# داناي

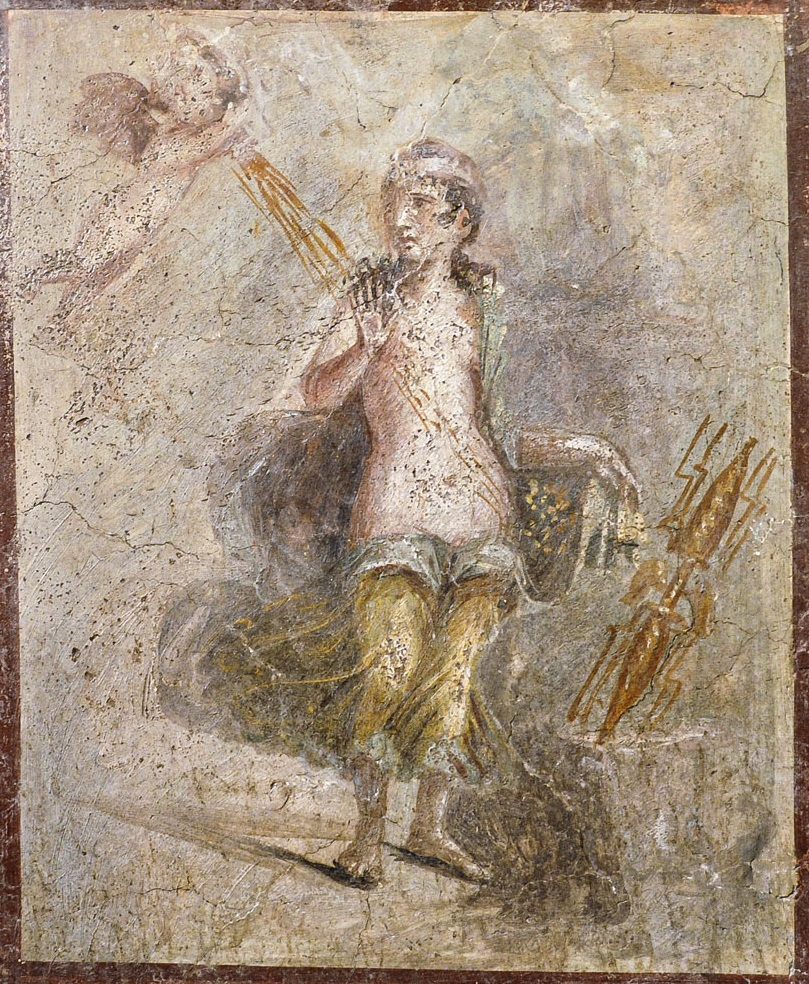
إيروس يصب المطر الذهبي على Danaë ، لوحة جدارية عتيقة في بومبي

في الأساطير اليونانية، داناي (/ˈdæneɪ.i/ أو /ˈdeɪneɪ/; اليونانية القديمة: Δανάη, باللاتينية: Danáē; اليونانية القديمة: [da.ná.ɛː] ، الحديثة: [ðaˈna.i]) كانت أميرة أرغيف ووالدة البطل بيرسيوس ابن زيوس، وكان لها الفضل في تأسيس مدينة أرديا في لاتيوم خلال العصر البرونزي.

## العائلة
كانت داناي الابنة الوحيدة للملك أكريسيوس من أرغوس من زوجته الملكة يوريديس أو أغانيبي، وفي بعض الروايات كان لديها أخت إسمها إفاريت زوجة الملك اوناميوس من بيزا وأم هيبوديميا.

## الميثولوجيا
اصيب الملك أكريسيوس بخيبة أمل بسبب افتقاره إلى الورثة الذكور، وسأل الملك أكريسيوس كاهنا في دلفي عما إذا كان هذا سيتغير، وأعلن له الكاهن أنه لن يكون له ابن أبدا، ولكن ابنته ستنجب، وأنه سيقتل على يد ابن ابنته، وفي ذلك الوقت، كانت داناي بلا أطفال، واصر على إبقائها كذلك، واراد ان يحبسها الملك أكريسيوس في غرفة برونزية سيتم بناؤها تحت بلاط قصره (وفي روايات أخرى انها سجنت في برج نحاسي طويل القامة مع غرفة واحدة مزينة بشكل غني، ولكن بدون أبواب أو نوافذ، فقط ضوء السماء كمصدر للضوء والهواء)، وحبسها في هذا البرج إلى ان تموت، ومع ذلك، فإن زيوس (ملك الآلهة)  رغب فيها، وجاء إليها على هيئة مطر ذهبي تدفق عبر سقف الغرفة الجوفية ونزل إلى رحمها، وبعد فترة وجيزة، ولد طفلهما بيرسيوس.
وتجنبا لي غضب الآلهة أو فوريوس عن طريق قتل ذريته وحفيده، ألقى الملك أكريسيوس داناي وبيرسيوس في البحر في صندوق خشبي، وتم تهدئة البحر من قبل بوسيدون، وبناء على طلب زيوس نجت الام وطفلها، وتم جرفهم إلى شاطئ جزيرة سيريفوس، وحيث تم اخذهم من قبل ديكتيس اخ الملك بوليدكتس الذي قام بتربيت بيرسيوس حتى بلغ، وسحر الملك بداناي، ولكنها لم تكن مهتمة به، وبالتالي وافق على عدم الزواج منها بشرط ان يحضر ابنها له راس جوروجون ميدوسا، وباستخدام درع أثينا وصنادل هيرميس المجنحة وخوذة هاديس للتخفي تمكن بيرسيوس من تفادي نظرة ميدوسا وقطع رأسها.
وفي وقت لاحق، وبعد احضار بيرسيوس رأس ميدوسا وأنقاذ أندروميدا تحققت نبوءة الكاهن، فبدأ في التحرك إلى أرغوس، ولكنه عندما علم بالنبوءة ذهب بدلا من ذلك إلى لاريسا حيث كانت تقام الألعاب الاولومبية، وعن طريق الصدفة كان أكريسيوس المسن حاضراً فضربه بيرسيوس عن طريق الخطأ على رأسه برمحه (أو القرص) محققا بذلك النبوءة.

## صالة عرض

داني في الفن
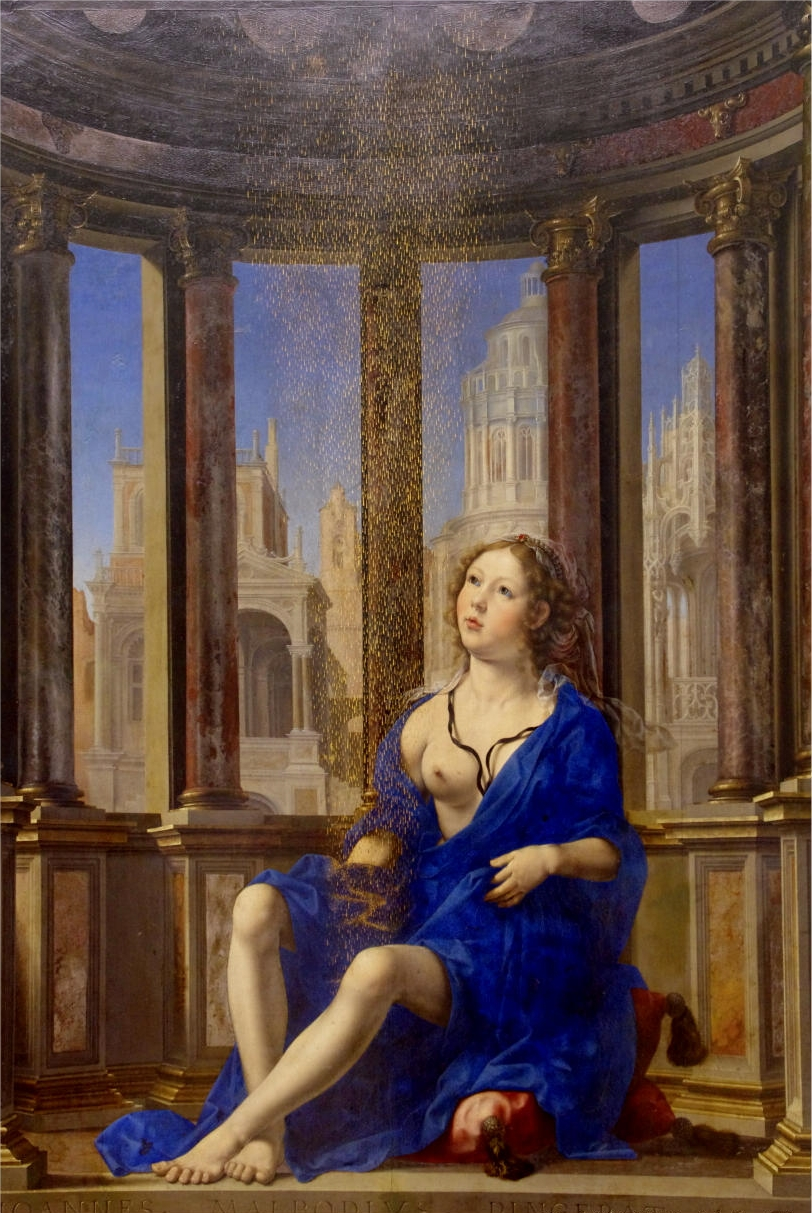
جان جوسيرت، 1527
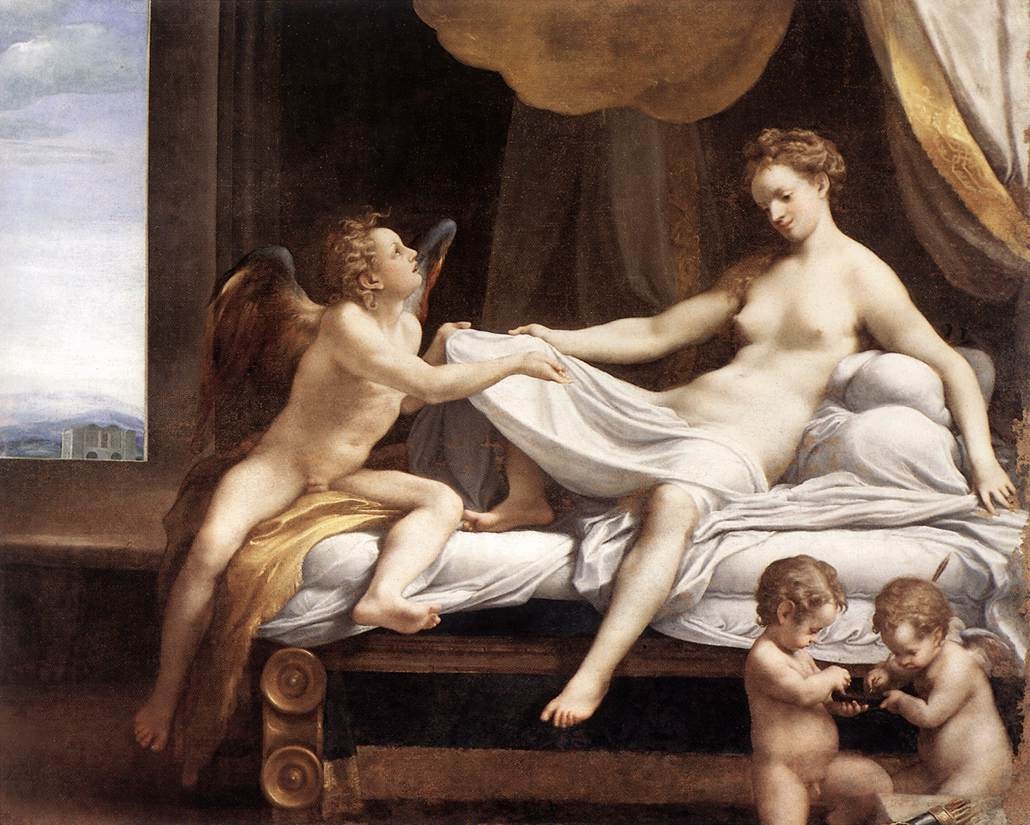
داني كوريجيو- 1531-1532 .
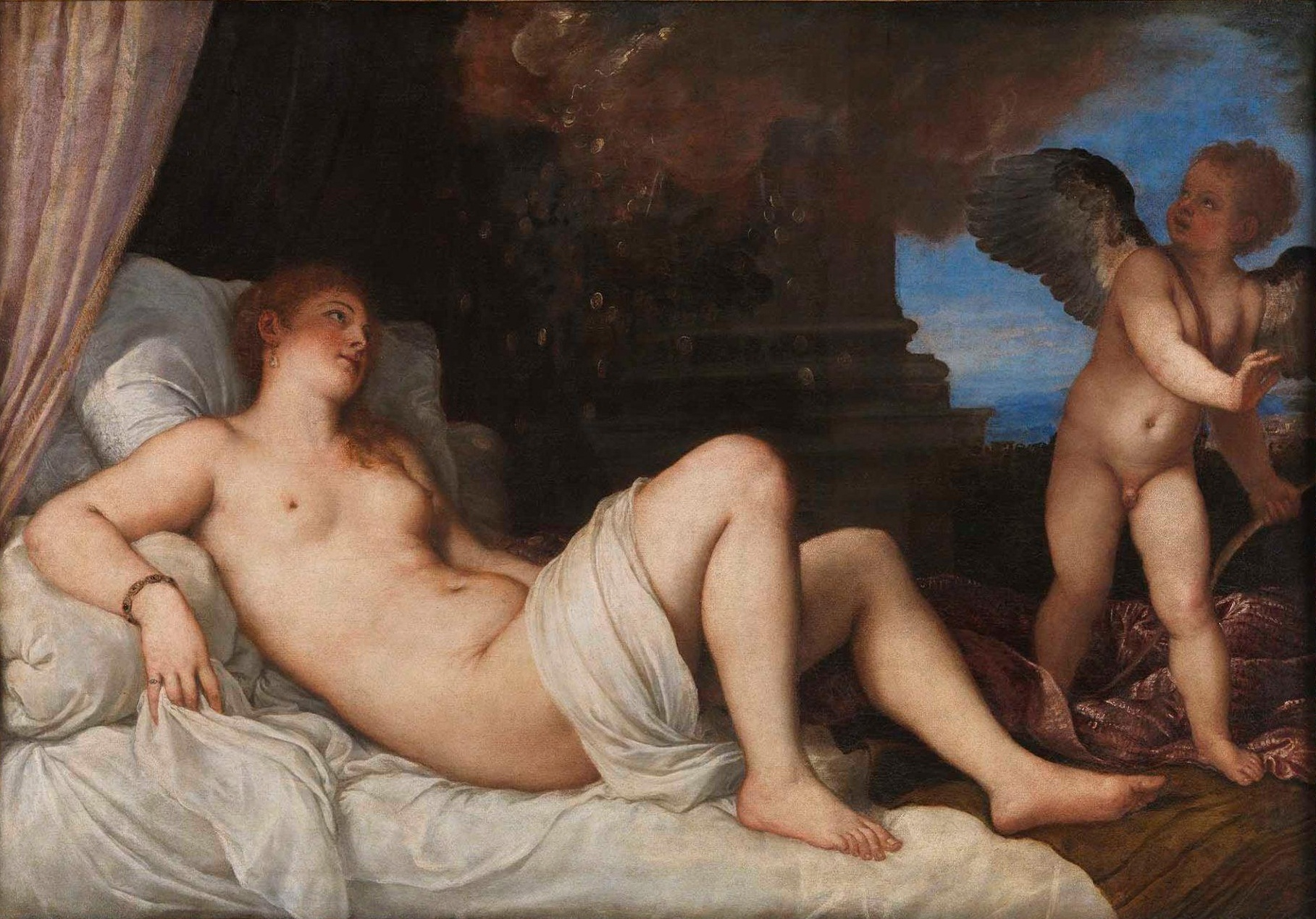
أحد المتغيرات العديدة  [لغات أخرى]‏ لتيتيان، 1544. كيوبيد بجانب دانا. -120 سم × 172 سم. المتحف الوطني في كابوديمونتي، نابولي
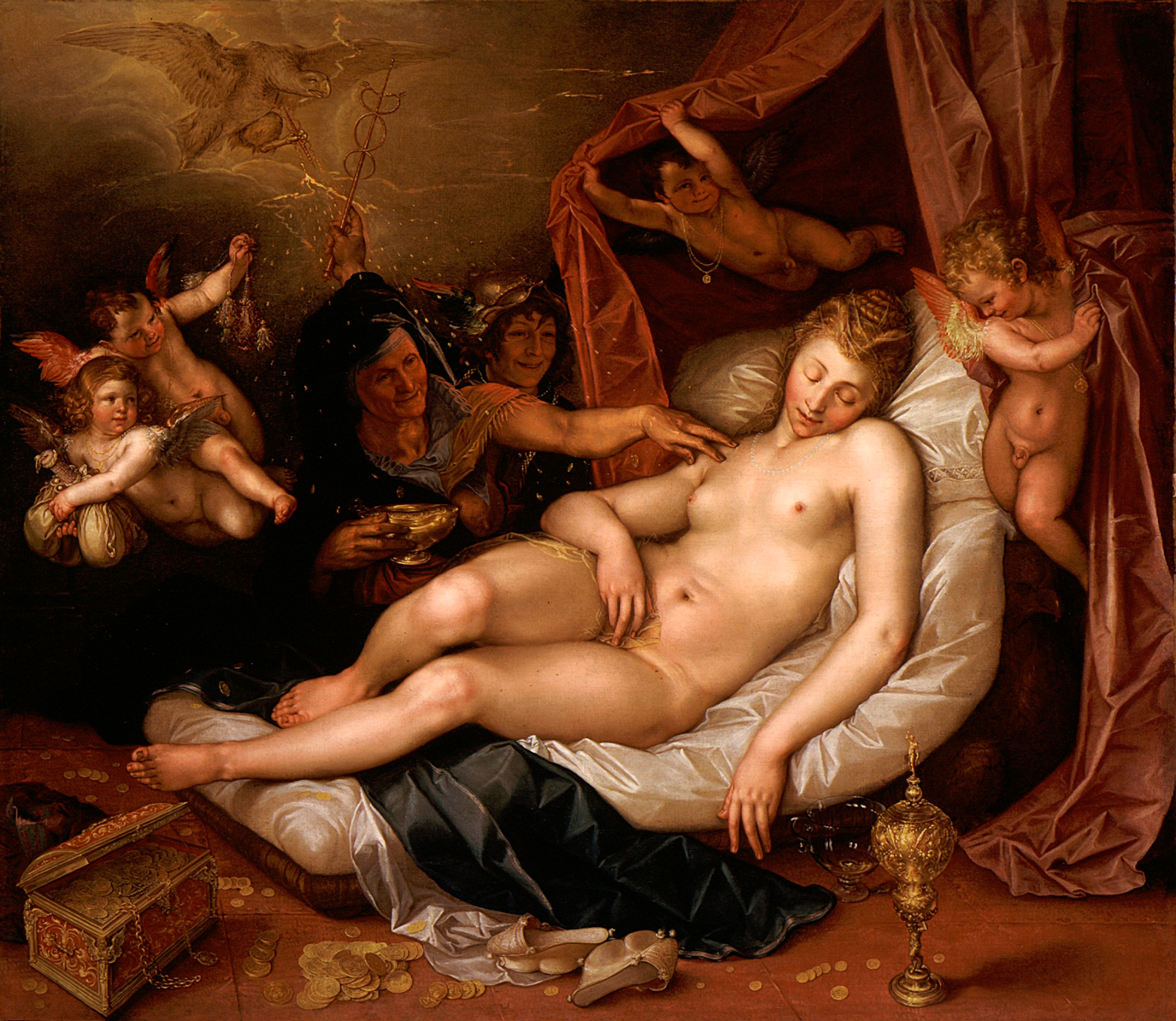
هندريك غولتزيوس  [لغات أخرى]‏- 1603
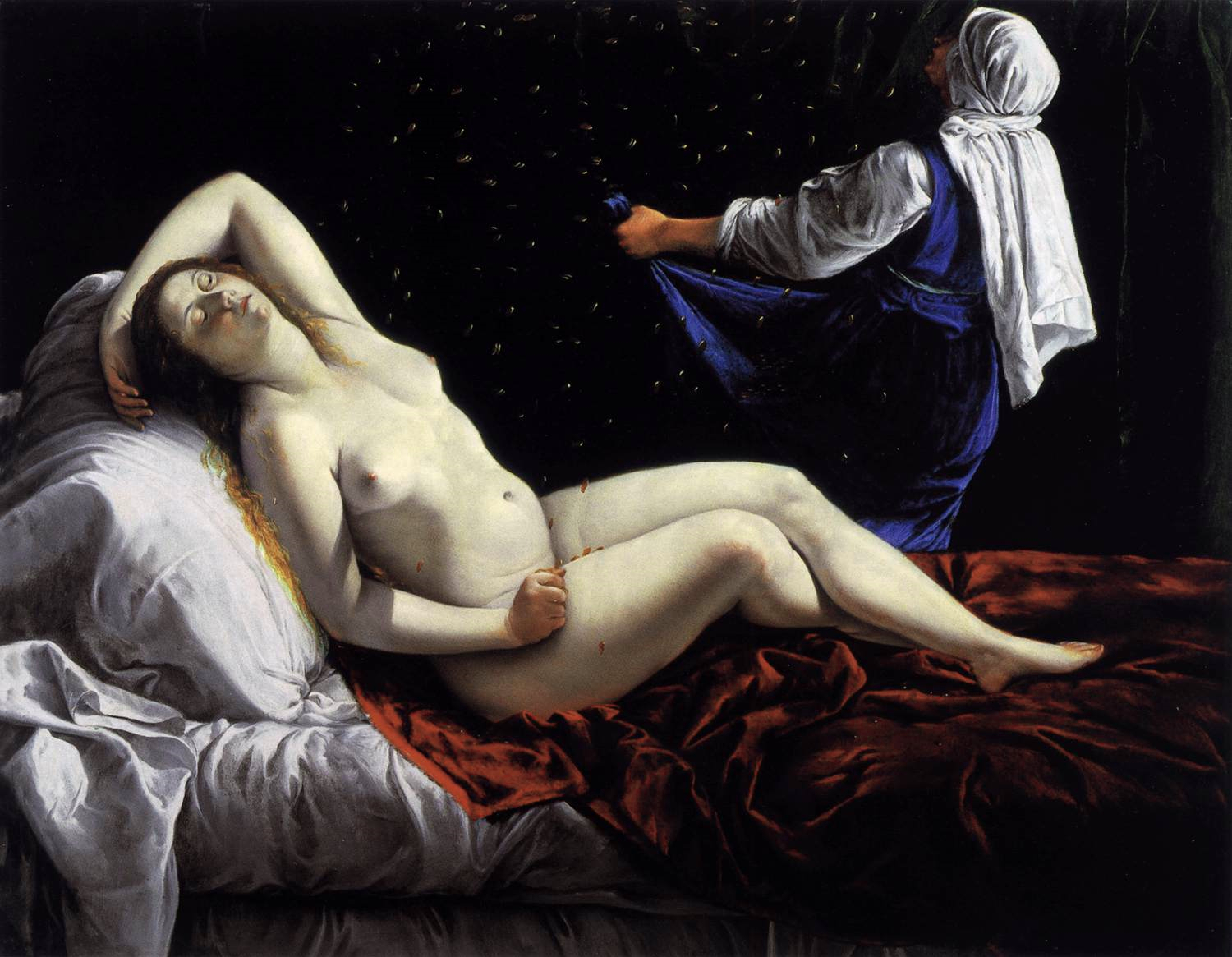
أرتيميسا جنتلسكي، ج. 1612
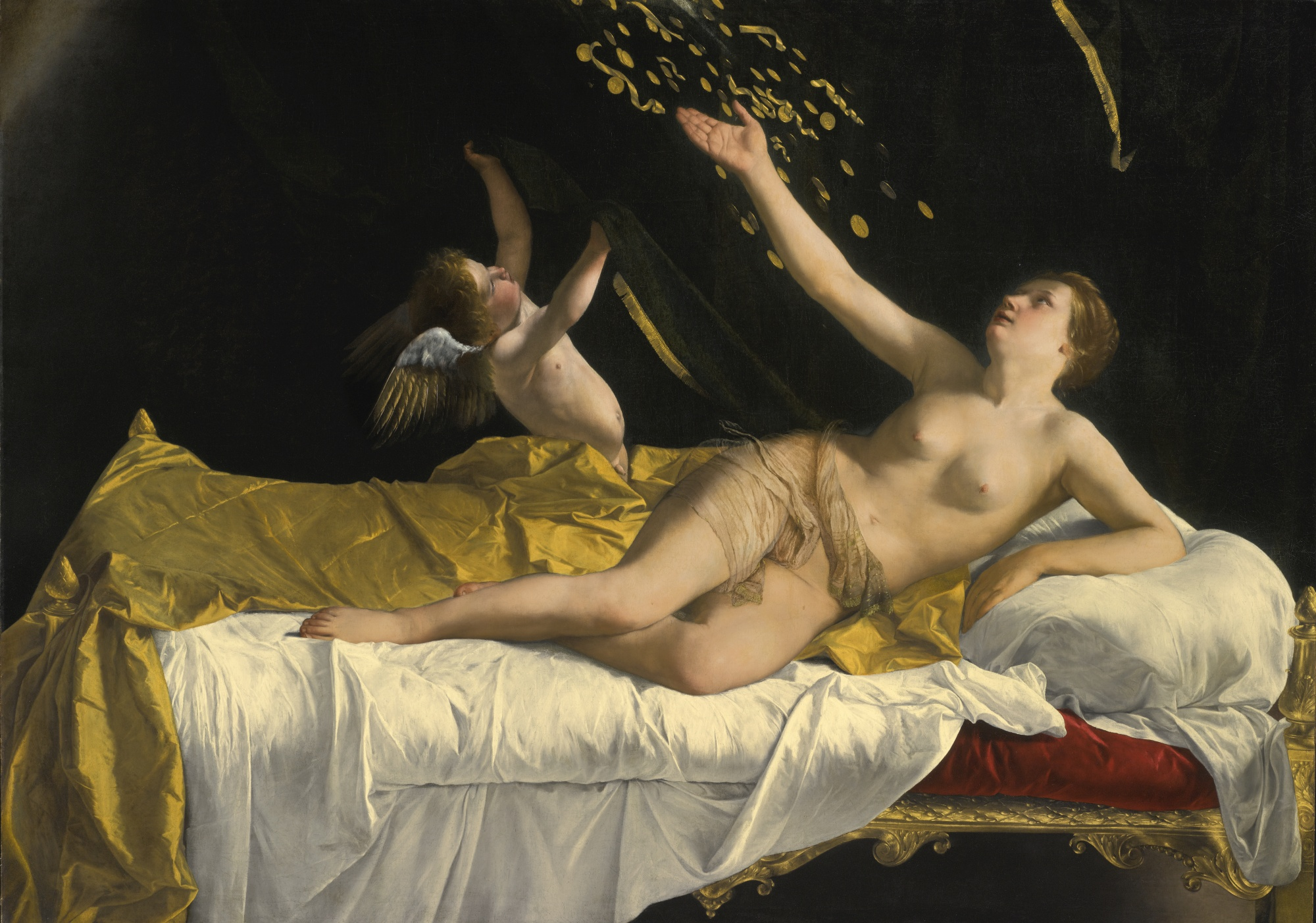
Danaë بواسطة- Orazio Gentileschi -1621–23.
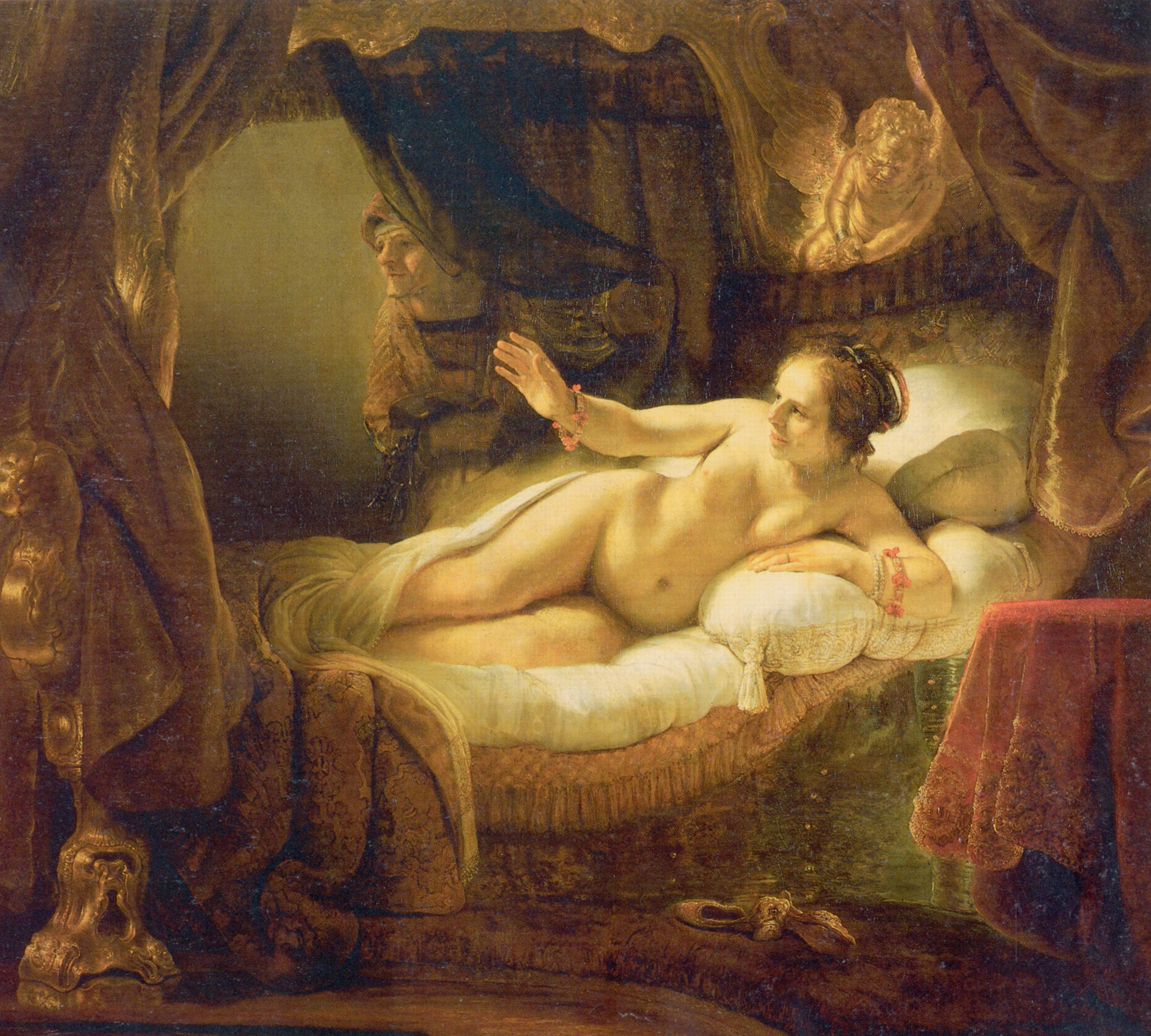
رامبرانت داناو، ج. 1636.
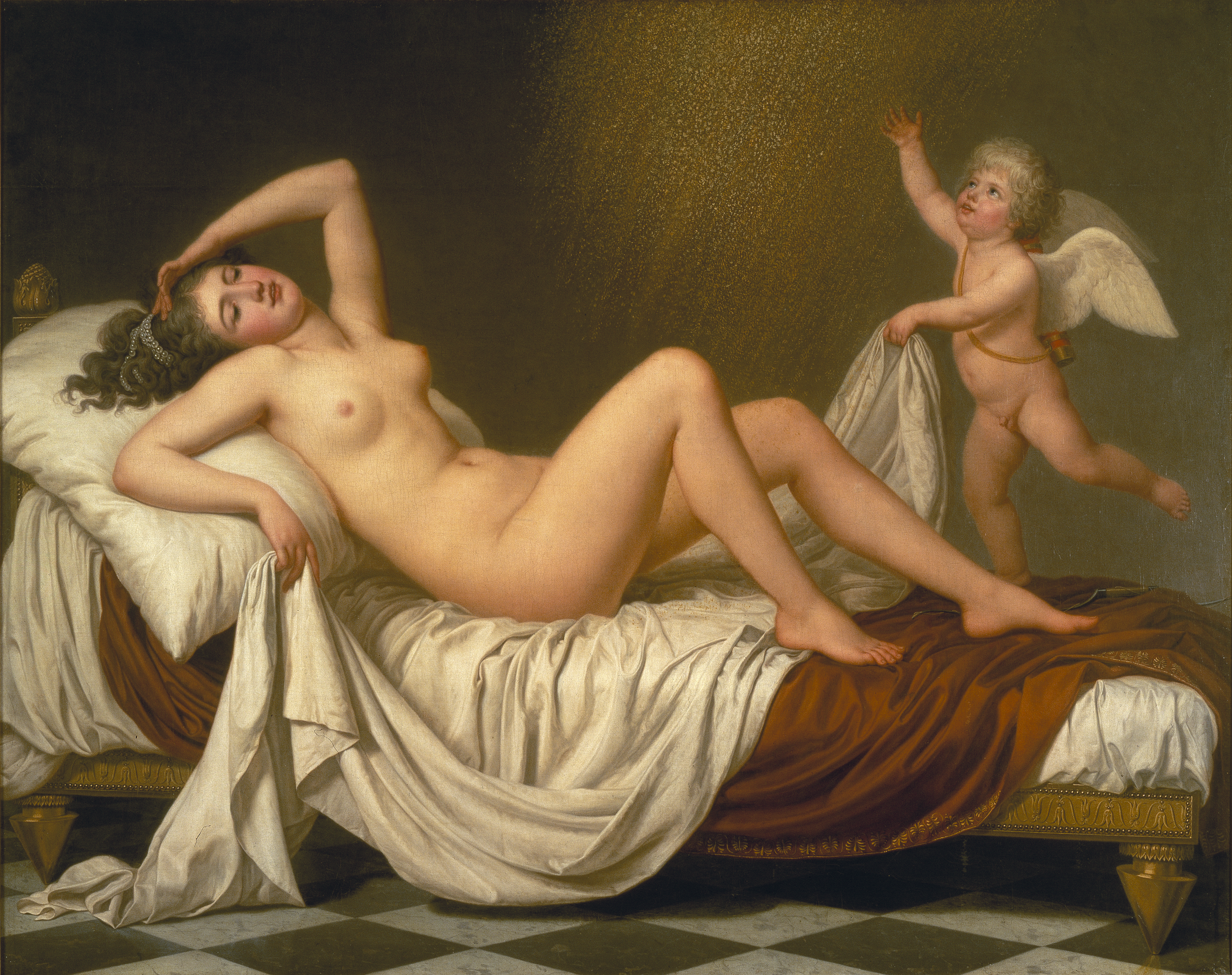
Dana يتلقى المشتري في وابل من الذهب، من قبل Adolf Ulrik Wertmüller (1787)
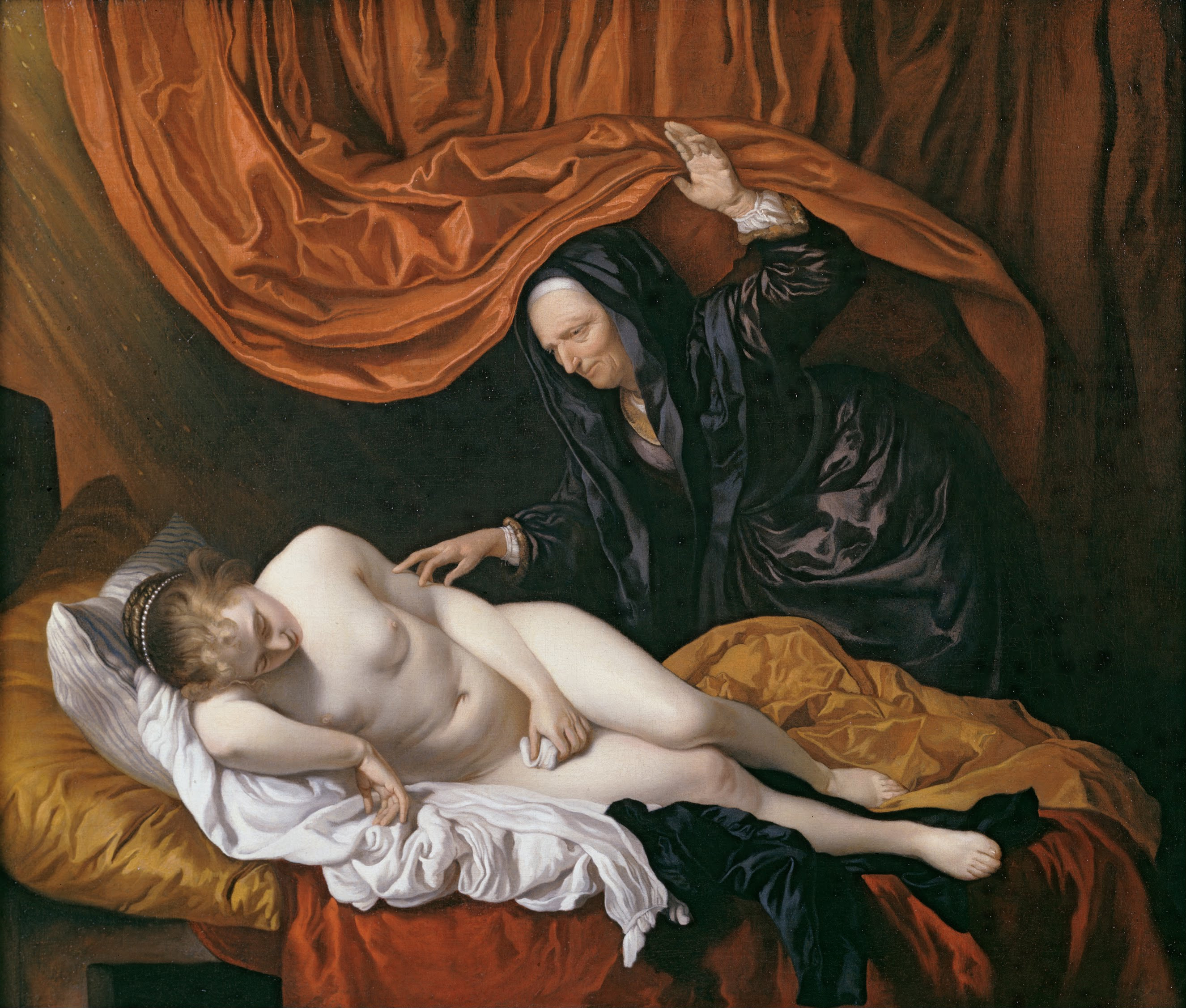
جاكوب فان لو  [لغات أخرى]‏، خمسينيات القرن السادس عشر.
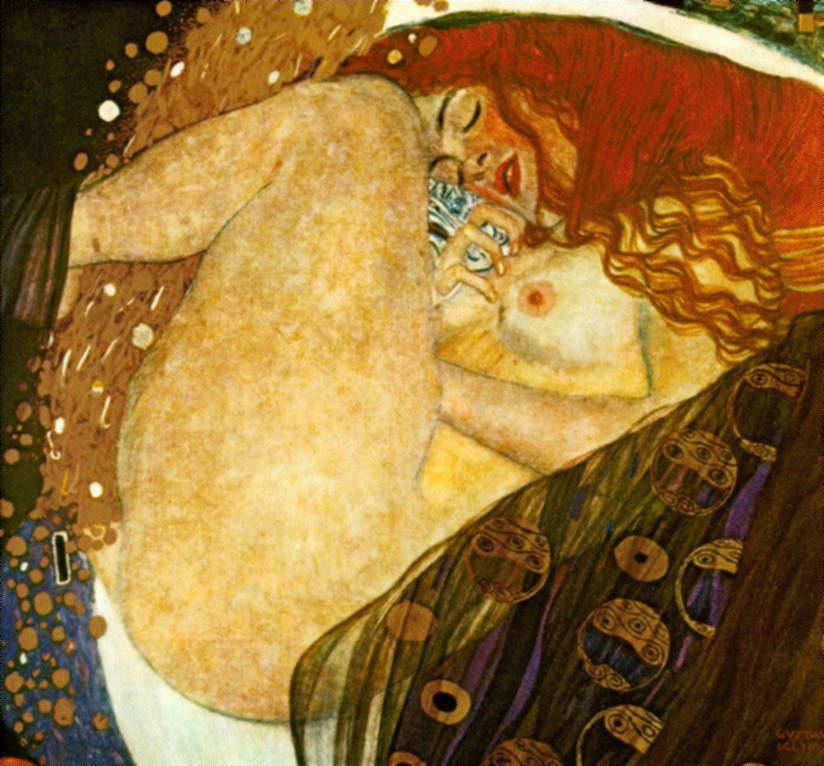
كتاب غوستاف كليمت دانا، 1907.

## روابط خارجية
- قاعدة بيانات معهد واربورغ الأيقونية (حوالي 100 صورة لدانا) نسخة محفوظة 29 نوفمبر 2014 على موقع واي باك مشين.